# イサドア・シャープ

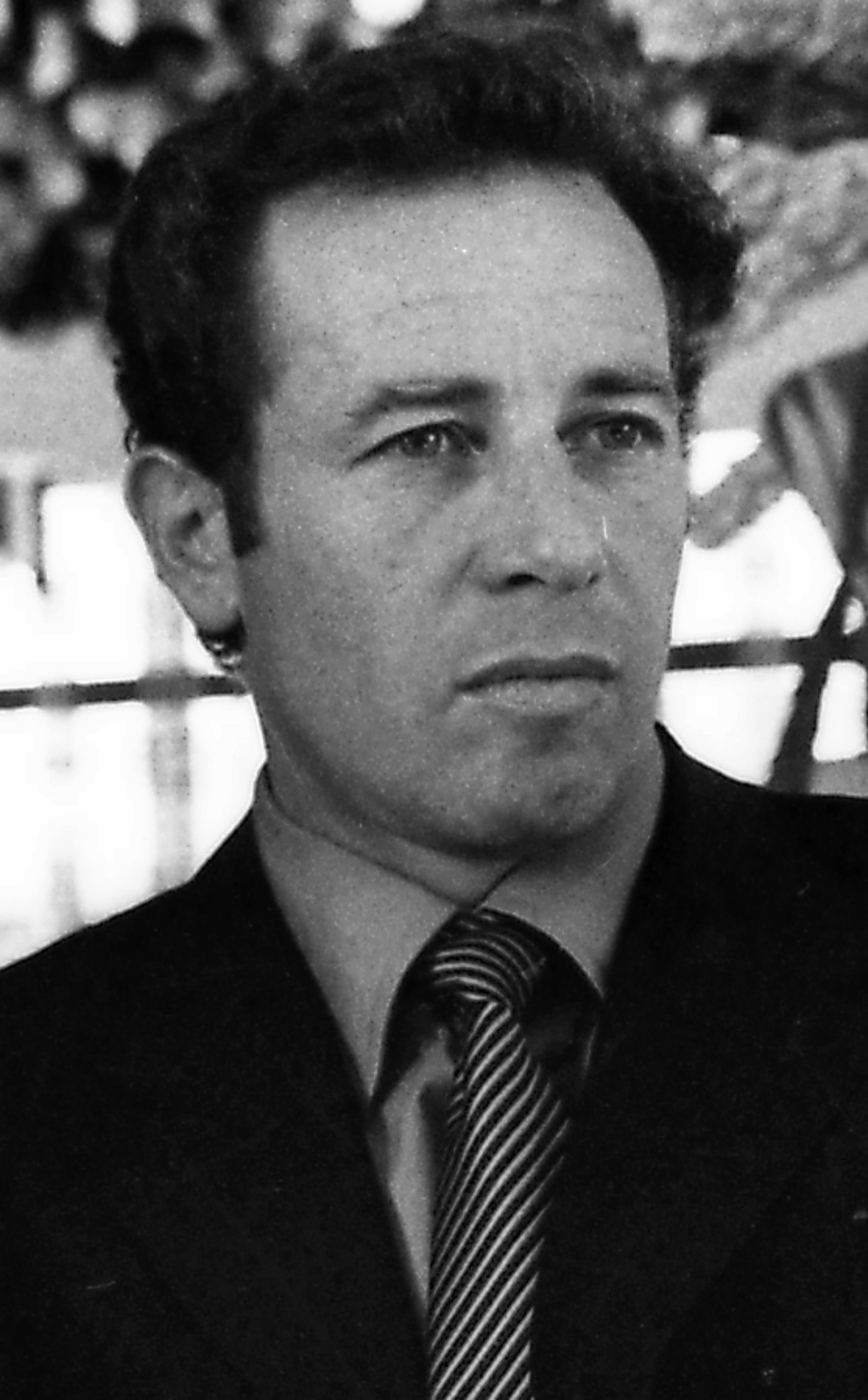
イサドア・シャープ, 1969

イサドア・シャープ（Isadore Sharp、1931年10月8日 - ）はカナダ人の実業家。現フォーシーズンズホテル会長兼CEO。カナダ・ライヤソン大学建築学科を卒業後、父親のマックス・シャープと建設会社を創業。1960年にフォーシーズンズホテルを創業。1961年にトロントに最初のホテルを開業。リーダーとしての天成の資質に加え、デザインと建築に造詣が深い。顧客満足を最大の目標に掲げて投資家の信頼を獲得、高いモラルの従業員と力を合わせ、フォーシーズンズホテルをラグジュアリーホテルに特化した世界最大のホテル運営会社に育て上げた。
シャープは2001年7月に東京で行われた会見で、今後10年間に新規に4～5か所のホテルを日本で開業する方針を明らかにし、その第1弾として2002年10月4日にフォーシーズンズホテル丸の内東京が開業した。日本進出の理由としてシャープは、「日本では不動産の取得コストが下がっているほか、外資系企業の進出で外国人客が増加しているからだ」と話している。
妻ロザリーとトロントに在住。

## 外部サイト
- フォーシーズンズホテル英語公式ホームページ内イサドア・シャープ